# 藤田镇
藤田镇，是中华人民共和国江西省吉安市永丰县下辖的一个乡镇级行政单位。

## 行政区划
藤田镇下辖以下地区：
藤田社区、藤顺社区、老圩村、易溪村、岭南村、秋江村、曾坊村、中西山村、严坊村、杏塘村、温坊村、城上村和田心村。